# 大分県道502号佐伯港線
大分県道502号佐伯港線（おおいたけんどう502ごう さいきこうせん）は、大分県佐伯市を通る一般県道である。

## 概要
佐伯市駅前2丁目と葛港を結ぶ。

### 路線データ
- 起点：大分県佐伯市駅前2丁目（国道217号交点）
- 終点：大分県佐伯市葛港
- 陸上距離：約1 km

## 地理

### 通過する自治体
- 佐伯市

### 交差する道路
| 交差する道路 | 交差する場所 | 交差する場所 |
| ------------ | ------------ | ------------ |
| 国道217号    | 駅前2丁目    | 起点         |

### 沿線
- 大入島観光フェリーのりば